# 罗纹鸭
罗纹鸭（學名：Mareca falcata），又名葭凫、罗文鸭、镰刀毛小鸭、镰刀鸭、扁头鸭、早鸭、三鸭。

## 特征
罗纹鸭系中等体形的Mareca属鸟类，体长约为50厘米左右。本物种雄雌异形异色，雄鸟头部为带金属光泽的紫红色，额部近嘴基处有一很小的白色色块；后颈及颈侧的羽毛略长，垂于脑后，为带金属光泽的绿色，自头顶的紫红色到颈部的绿色过渡平缓，没有突兀的颜色变化；颌部有一月牙形的横白斑，白斑下部为一条很细的暗绿色颈环，上背及肩部灰白色，下背和腰部暗褐色；胸部密布黑色的波状纹，远看呈灰色，两胁亦密布波状纹，但纹路较细，远看呈淡灰色，两侧的尾下覆羽奶油黄色，在臀部形成两块类似雄性绿翅鸭的“奶油屁股”；本物种雄鸟最显著的特征是它伸长并向下弯曲呈镰刀状的三级飞羽，长长地拖在水中，这是其他鸟类所不具有的。雌性以深棕色和黑色为基色，不具有雄性特有的镰刀状三级飞羽，造成辨识上的困难，尾羽略长而尖，但不似针尾鸭雌鸟那般体形修长，头形和躯体体形隐约可见雄性的影子可以作为辨识的依据。

## 习性
罗纹鸭喜成队栖息于内陆湖泊、沼泽、河流等处的平静水面，较少见于沿海地区。白天本物种喜在近水的灌丛中休息，晨昏飞向农田湖泊的浅水处觅食。
植食性鸟类，他们的食谱包括水藻、植物种子等。

## 分布
繁殖于西伯利亚东部，中国东北的中部和东部；越冬于朝鲜、日本、台灣、中南半岛、缅甸和印度北部，中国东部自河北以南直到海南的大部分省份均可见本物种越冬。

## 繁殖与保护
罗纹鸭一窝产6-9枚卵，呈淡黄或乳白色，孵化期24天。
罗纹鸭未列入濒危目录，但栖息地破坏和非法捕猎造成本物种数量锐减，需要投入特别关注。

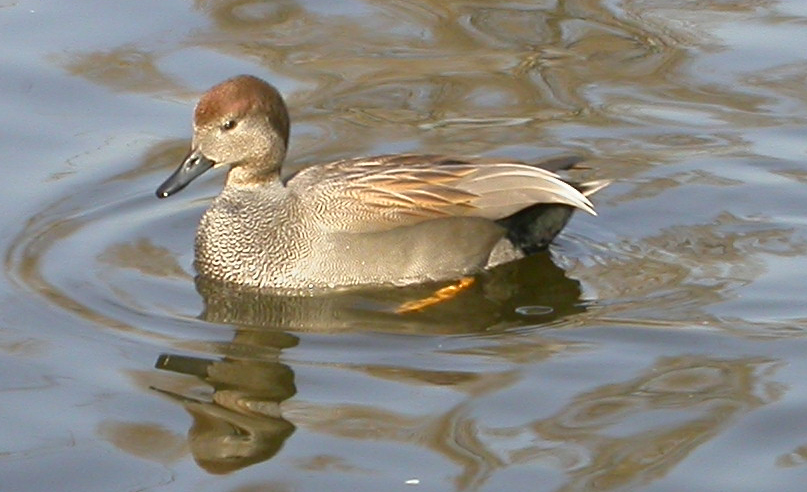
罗纹鸭(Anas falcata)幼雄

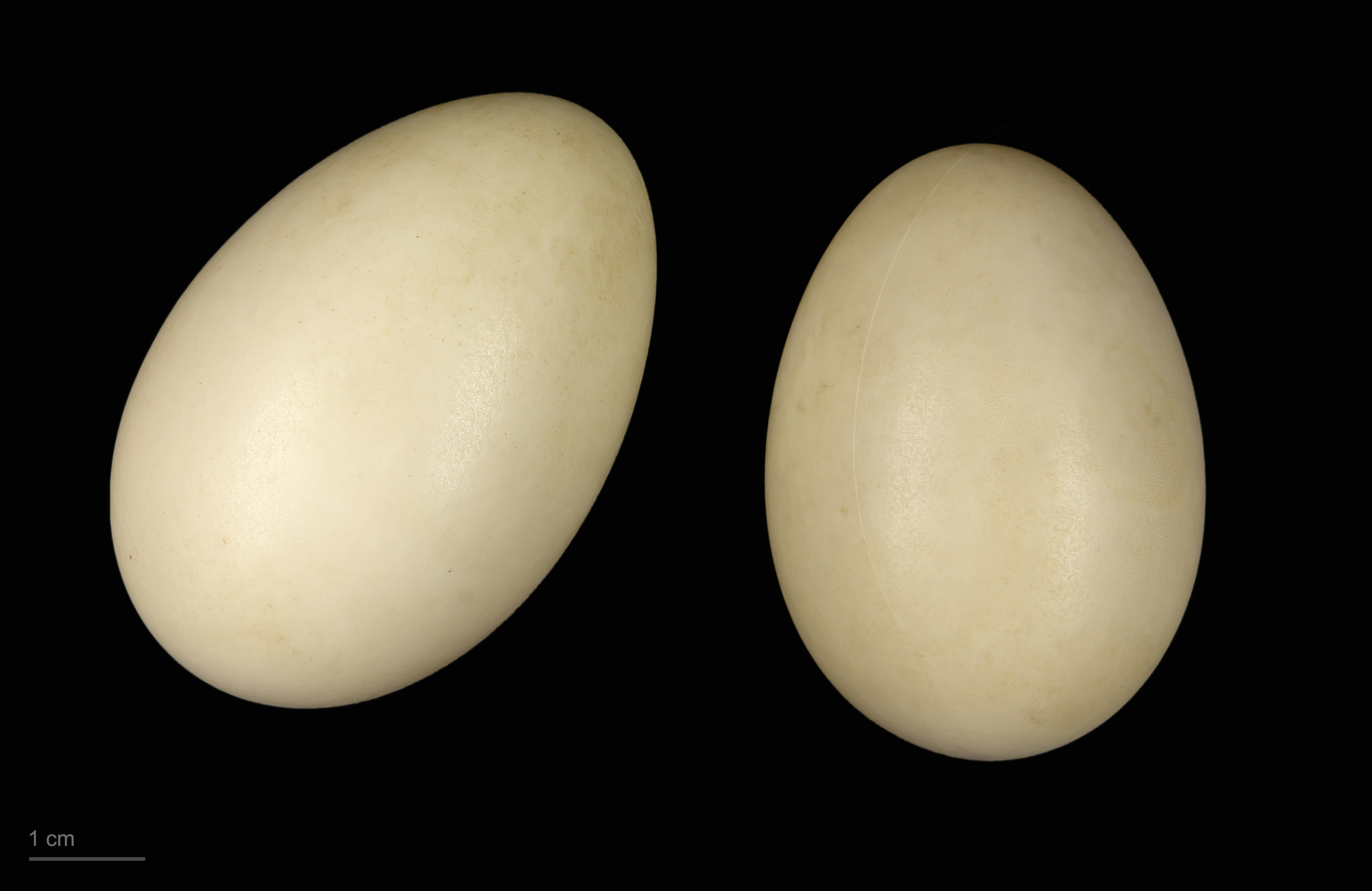
Anas falcata